# Междузвездни войни: Приключенията на младите джедаи
„Междузвездни войни: Приключенията на младите джедаи“ (на английски: Star Wars: Young Jedi Adventures) е американски анимационен сериал, създаден за стрийминг услугата „Дисни+“ и телевизионния канал „Дисни Джуниър“. Той е част от поредицата „Междузвездни войни“ и последва група малки деца, които се учат да станат джедаи по време на Галактическата република, векове преди филмите на „Междузвездни войни“. Сериалът е продуциран от Лукасфилм Анимейшън, а режисьор е Елиът Бур. Това е първият пълнометражен анимационен сериал на „Междузвездни войни“, който е насочен към младата аудитория.
Озвучаващия състав се състои от Джамал Ейвъри младши, Ема Бърман, Джулиет Донънфийлд, Дий Брадли Бейкър, Джонатан Липоу, Пьотър Майкъл и други. Той е обявен през май 2022 г., докато Майкъл Олсън и Бур се приложиха към проекта. Кастингът е обявен през февруари 2023 г. Шест късометражни епизода са пуснати в YouTube преди премиерата на сериала.
Премиерния епизод се излъчва на 4 май 2023 г.

## Актьорски състав и герои
- Джамал Ейвъри младши – Кай Брайтстар[2]
- Ема Бърман – Наш Дуранго[2][1]
- Джулиет Доненфийлд – Лис Солей[1]
- Дий Брадли Бейкър – Нъбс[1]
- Джонатан Липоу – РДЖ-83, дроидски приятел на малките джедаи.[1]
- Пьотър Майкъл – Йода, джедайски учител[1]

## В България
В България сериалът започва излъчване по локалната версия на „Disney Junior“ на същата дата, с разписание всеки делник от 9:00 ч. с български нахсинхронен дублаж, записан в студио „Александра Аудио“.